# Luka Travaš
Luka Travaš (16 de diciembre de 1987) es un deportista croata que compitió en remo como timonel. Ganó una medalla de bronce en el Campeonato Mundial de Remo de 2002, en la prueba de cuatro con timonel.

## Palmarés internacional
| Campeonato Mundial | Campeonato Mundial | Campeonato Mundial | Campeonato Mundial |
| Año                | Lugar              | Medalla            | Prueba             |
| ------------------ | ------------------ | ------------------ | ------------------ |
| 2002               | Sevilla (España)   | Medalla de bronce  | Cuatro con timonel |